# Velika Sočanica
Velika Sočanica är ett samhälle i Bosnien och Hercegovina.   Det ligger i entiteten Republika Srpska, i den centrala delen av landet, 120 km norr om huvudstaden Sarajevo. Velika Sočanica ligger 198 meter över havet och antalet invånare är 1 072.
Terrängen runt Velika Sočanica är platt, och sluttar västerut. Närmaste större samhälle är Kalenderovci Donji, 9,6 km nordväst om Velika Sočanica. 
Omgivningarna runt Velika Sočanica är en mosaik av jordbruksmark och naturlig växtlighet. Runt Velika Sočanica är det ganska tätbefolkat, med 67 invånare per kvadratkilometer.